# Долгово (Новосибирская область)
Долгово — деревня в Тогучинском районе Новосибирской области. Входит в состав Сурковского сельсовета.

## География
Площадь деревни — 96 гектаров.

## Население
| 2002 | 2007 | 2010 |
| ---- | ---- | ---- |
| 329  | ↘328 | ↘211 |

## Инфраструктура
В деревне по данным на 2007 год функционируют 1 учреждение здравоохранения и 1 учреждение образования.

## Известные личности
В селе Долгово Алексеевской волости родился Иван Андреевич Цибизов (1915—1943) —  участник Великой Отечественной войны, командир роты автоматчиков, старший лейтенант РККФ; Герой Советского Союза (1943).